# Beat Assailant
Beat Assailant, de son vrai nom Adam Turner, né en 1977 à Miami, en Floride, est un rappeur américain. Très actif dans le milieu underground de la musique hip-hop, notamment le jazz rap, il a notamment rappé sur le titre Never Lose de Deluxe. Au début des années 2000, Turner visite Paris afin d'y explorer la scène hip-hop locale et décide de s'implanter en France.

## Biographie
Turner est né à Miami, en Floride, et a grandi à Atlanta, en Géorgie. En 2001, il traverse Paris en France afin d'y explorer la scène hip-hop locale et y rencontre le musicien Danny Wild, qui l'aidera à produire son premier album. Le premier album de Beat Assailant, intitulé Hard Twelve, est publié le 8 juin 2004. L'album contient douze titres et intronise le rappeur au grand public avec un mélange de funk, soul, rock et electro dans un style urban traditionnel,. Après la publication de l'album, Turner et ses associés jouent aux côtés de rappeurs et artistes reconnus de la scène hip-hop tels que Kanye West et DJ Premier.
Après quelques années de tournées, il revient aux États-Unis puis sur la scène hip-hop en février 2008 avec un deuxième album, Imperial Pressure. Publié le 11 février, l'album contient le single Better Than Us et repousse les limites du hip-hop avec un mélange de jazz, funk, soul, rock, musique du monde, et quelques éléments d'electro. Better Than Us est composé en featuring avec José Reis Fontao au chant, chanteur de Stuck in the Sound, et Mani Hoffman des Supermen Lovers. En live, il joue avec un saxophoniste, un trompettiste, et un pianiste, entre autres, accompagné du rappeur. Le site Discordance accueille favorablement l'album. Son troisième album, Rhyme Space Continuum, est félicité pour ses « voix acrobatiques ».
En janvier 2015 est diffusé Rap français 2.1 - le nouveau souffle de l'émission Monte le son ! dans laquelle il rencontre des rappeurs français (Bigflo et Oli, Georgio, Phases Cachées et Tito Prince).

## Discographie

### Albums studio
- 2004 : Hard Twelve[7]
- 2008 : Imperial Pressure[8]
- 2009 : Rhyme Space Continuum
- 2012 : B
- 2014 : City Never Sleeps

### Singles
- 2004 : Hard Twelve - The Ante
- 2004 : I Like Cash
- 2008 : Better Than Us
- 2009 : Spy feat. Ben l'Oncle Soul
- 2012 : Rain or Shine
- 2014 : Run
- 2019 : The System

### Collaborations
- 2011 : Old School Rocka, avec Shaka Ponk
- 2013 : Morir Cantando, avec Shaka Ponk (live à Bercy)
- 2014 : Story O' my LF et Scarify, avec Shaka Ponk
- 2015 : L'addition, avec Phase Cachées
- 2018 : Night Time, avec Synapson